# Hypomesus nipponensis
Hypomesus nipponensis är en fiskart som beskrevs av Mcallister, 1963. Hypomesus nipponensis ingår i släktet Hypomesus och familjen norsfiskar. Inga underarter finns listade i Catalogue of Life.